# Plebejus acmon
Plebejus acmon är en fjärilsart som beskrevs av John Obadiah Westwood 1851. Plebejus acmon ingår i släktet Plebejus och familjen juvelvingar. Inga underarter finns listade i Catalogue of Life.